# Litoria inermis
A Litoria inermis a kétéltűek (Amphibia) osztályának békák (Anura) rendjébe, a Pelodryadidae családba, azon belül a Pelodryadinae alcsaládba tartozó faj.

## Előfordulása
A faj Ausztrália endemikus faja, Queensland államban Maryborough városától délre fekvő területeken fordul elő. Természetes élőhelye a szubtrópusi vagy trópusi mocsarak, száraz szavannák, mérséklet égövi erdők, szubtrópusi vagy trópusi száraz síkvidéki rétek, időszaki mocsarak.

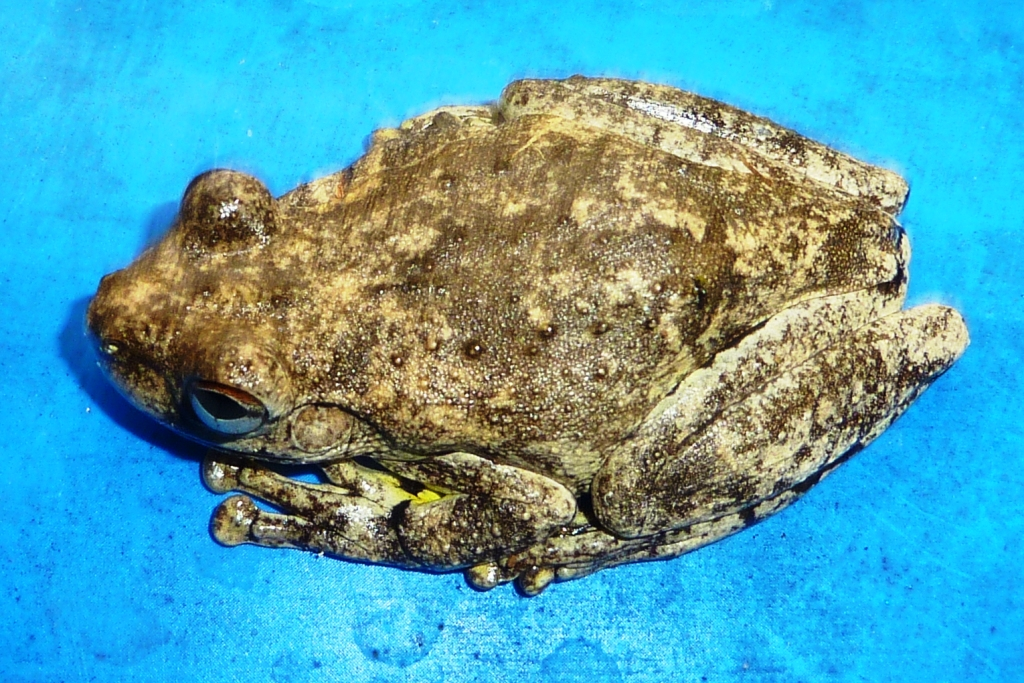
Litoria inermis, Cooktown, Queensland

## Megjelenése
A kifejlett példányok 35 mm hosszúságúak, az ebihalak elérik a 42 mm-t. Barna vagy szürke színű, hátán számos apró szemölccsel és sötétebb folttal. Hátsó lábának ujjai háromnegyed részben úszóhártyásak, mellső lábának ujjai között nincs hártya.
Petéit 96–330-as csomókban a víz felületére rakja.